# Djur- och växtskyddsområde
Ett djur- eller växtskyddsområde är ett landområde där en viss, eller flera, djur eller växtart behöver extra skydd utöver det som redan ges i miljöbalken och jakt- och fiskelagstiftningen. För ett sådant område kan länsstyrelsen eller kommunen besluta om föreskrifter som inskränker rätten till jakt eller fiske eller allmänhetens eller markägarens rätt att uppehålla sig inom området.
Det vanligaste syftet är att skydda fåglar under deras häckningstid.